# سبرود أغبر
السَّبرود الأغبر هو نوع من جنس سبرود من القرنبيات .